# 李子釗
李子钊（？—？），唐朝經學家、儒学学者。

## 生平
李子钊原为新郑县尉。唐玄宗想要续写王俭《七志》。命马怀素为秘书监。李子钊参与分部撰次。唐玄宗以張說、徐堅、贺知章、趙冬曦、馮朝隱、康子元、侯行果、韋述、敬會真、趙玄默、毋煚、呂向、咸廙業、李子釗、東方顥、陸去泰、余欽、孫季良为十八學士。唐玄宗改集仙殿丽正书院为集贤院，张说知院事，徐坚为副，礼部侍郎贺知章、中书舍人陆坚为学士，国子博士康子元为侍讲学士，考功员外郎赵冬曦、监察御史咸廙业、门下省的左补阙韦述、李子钊、陆去泰、吕向、拾遗毋煚、太学助教余钦、四门学博士赵玄默为直学士。